# ドンソアイ
ドンソアイ（ベトナム語：Thành phố Đồng Xoài / 城庯屯𣒱  発音）はベトナムの東南地方のビンフオック省の省都である。人口は2018年時点で150,052人、面積は168km2である。

## 呼称
阮朝時代の19世紀には「マンゴーの茂る駐屯地」を意味する「Đồn Xoài（屯𣒱）」と呼ばれていた。後に「Đồn」の音が「Đồng」に変化して今日の表記となった。

## 行政区画
以下の6坊2社を有する。
- タンビン坊（Tân Bình / 新平）
- タンドン坊（Tân Đồng / 新同）
- タンフー坊（Tân Phú / 新富）
- タンティエン坊（Tân Thiện / 新善）
- タンスアン坊（Tân Xuân / 新春）
- ティエンタイン坊（Tiến Thành / 進城）
- タンタイン社（Tân Thành / 新城）
- ティエンフン社（Tiến Hưng / 進興）